# Матюхін Олександр Олександрович
Олександр Олександрович Матюхін (нар. 24 грудня 1981, м Мурманськ-60) — російський письменник, працює в найрізноманітніших жанрах, переважно — фантастика, містика і хоррор.

## Біографія
Олександр Матюхін народився в закритому місті Мурманськ-60, в якому прожив до 14 років. У 1995 році разом з сім'єю переїхав до Краснодарського краю, в станицю Тбіліську, де закінчив школу. У 1999-му вступив на заочне навчання в Краснодарський Університет Культури і Мистецтв на спеціальність «книгознавець» (пізніше перетворену в «менеджер книжкової торгівлі»).
У 2000—2004 рр. проходив службу в НД Росії в м Прохолодному (Кабардино-Балкарська Республіка), У 2011 році переїхав жити в м. Санкт-Петербург.
Професійної літературною діяльністю почав займатися з кінця 90-х років (хоча перші свої розповіді написав ще в 1989 році).
На сьогодні видав чотири романи: «Голова, яку рубали», «Ціклопедія», «Доля Упиря», «Абсолютна правило». Так само видано близько 30 оповідань в самих різних журналах: «Техніка — молоді», «Шукач», «Магія ПК», «Навігатор ігрового світу», «Поріг», «Зірка» і т д.
Учасник Форуму молодих письменників (м. Липки) у 2010 році (роман «цілують сонце») і у 2011 році (збірка оповідань) роках.
За підсумками роботи Форуму у 2011 році потрапив у каталог «Найкращі письменники Росії-2012» і до збірки «Нові Письменники-2012».
Неодноразово стверджував, що його літературна діяльність до 2008 року — це проба пера і тренування письменницької майстерності.

### Романи
- Доля упиря (2003). ISBN 5-93556-253-7. Тираж: 14000 екз.
- Голова, яку рубали (2003). ISBN 5-93556-316-9. Тираж: 11000 екз.
- Ціклопедія (2004). ISBN 5-93556-392-4. Тираж: 9000 прим.
- Абсолютна правило (2005). ISBN 5-17-025814-3. Тираж: 4000 прим.

### Розповіді
- Антипод (2001)
- Неймовірна історія (2001)
- Такий закон (журнал «Техніка-молоді», 2002)
- E-mail богів (журнал «Магія ПК», 2002)
- Чудовий сатана (2002)
- Щось чарівне (газета «Краснодар», 2003)
- Зателефонуйте в небесну канцелярію (журнал «Шукач», 2003)
- Планета, якої не було (журнал «Шукач», 2003)
- Ми полюємо журнал «Поріг», 2004)
- Тісний контакт навиворіт (журнал «Шукач», 2004)
- Кілька в томаті (журнал «Поріг», 2004)
- Фінальна колиска (журнал «Поріг», 2005)
- Захід наукової фантастики (журнал «Техніка-Молоді», 2006)
- Далека мелодія (у складі збірки «Світ Фантастики-2010. Зона висадки», 2010)
- Я-сновидіння (журнал «Реальність Фантастики», 2010)
- Вона знає Бекмамбетова (журнал «Пролог», 2011)
- Велосипеди (журнал «Зірка», 2012)
- Таймер (антологія «Пазл», ЕКСМО, 2014)
- Народний спосіб (журнал «Фантастика і детективи», 2014)
- Ізоляція (антологія «Темна сторона дороги», Астрель-Спб, +2014)
- Невидима уявна (журнал Darker, № лютого 2015)
- Назавжди (антологія «Найстрашніша книга» 2 015, 2 015)
- Ляпки (антологія «13 маніяків», 2015)

## Нагороди та премії
- 1-ше місце на конкурсі великої прози «Тримери» (2009)
- 3-тє місце на конкурсі «Фантлабораторная робота»[1] (2012)
- Премія журналу «Зірка» «Найкращий дебют у прозі» (2012)
- 2-ге місце на конкурсі «Фантлабораторная робота»[1] (2014)
- 2-ге місце на конкурсі «Чортова дюжина» (2013)
- 2-ге місце на конкурсі «зламати майбутнє»[2] (2015)